# Agnès II, abadessa de Quedlinburg
Agnès II (Agnès de Meissen; 1139 - 21 de gener de 1203) va ser una aristòcrata alemanya, membre de la Casa de Wettin. Va ser abadessa de l'abadia de Quedlinburg des de 1184 fins a la seva mort. És també coneguda pel seu treball com a copista i il·luminadora, així com la seva promoció a la creació d'obres d'art.

## Biografia
Va néixer a Meissen, filla de Conrad, Margravi de Meissen i de Luitgarda de Suàbia. En 1184, va ser triada successora de la princesa-abadessa Adelaida III.
Agnès va ser una significativa patrona de les arts, així com una miniaturista i gravadora. Durant el seu regnat, les monges de l'abadia de Quedlinburg van fer grans cortines que encara existeixen i que són valuoses en l'estudi de la indústria artística de l'època. Va escriure i va il·luminar llibres pel servei diví amb les seves pròpies mans. No obstant això, la seva obra mestra va ser la fabricació de tapissos de paret, dels quals un conjunt estava destinat a ser enviat al Papa ; però mai se li va enviar. Aquest tapís és la millor peça conservada de tèxtil romànic.
Va morir a l'abadia de Quedlinburg el 21 de gener de 1203.

## Llegat
Agnès és una figura destacada de la peça The Dinner Party de Judy Chicago, sent representada com un dels 999 noms de la instal·lació artística.